# Conjunto de telas dos artífices da Independência
O conjunto de telas dos artífices da Independência constitui uma série de telas que integram o Museu Paulista e retratam personalidades diretamente envolvidas com a independência do Brasil. As dez telas que integram o conjunto estão dispostas na parte superior do chamado Eixo Monumental do Museu Paulista, no teto e sobre a escadaria, e foram pintadas por Domenico Failutti.
As obras haviam sido encomendadas a pedido de Taunay tanto a Domenico Failluti quando Oscar Pereira da Silva, que se comprometeram a entregá-los com molduras antes das festas do primeiro centenário da independência. Contudo, em 1923, foram entregues somente os retratos de Lino Coutinho, Cipriano Barata, Hipólito da Costa, Frei Sampaio, Vergueiro, Curado, Labatut, Sóror Angélica, e Lima e Silva. A outra metade das encomendas foi entregue posteriormente, os retratos de Pirajá, Cochrane, Paula e Souza, Rebouças, Maricá, Barbacena, Valença, Queluz e Cairu.

## Descrição
Todas as obras de Failutti e de Pereira da Silva, encomendadas para decorar a sanca do salão de entrada do Museu Paulista, apresentam o mesmo estilo artístico. Trata-se de retratos que mostram seus personagens do tronco para cima e contam com um fundo azulado e molduras douradas.

## Encomenda
| “                                                               | No dia 8 de maio de 1920 recebi uma proposta por escripto por elle [Domenico Failluti] e pelo Prof. Oscar Pereira da Silva em que offereciam a este Instituto para executar os vinte e dous paineis. - entre os quaes dez to[palavra cortada] retratos a se colocar na sanca da escadaria do museu. Pelo serviço pediam 60:000$000 (sessenta contos de reis) devendo correr por conta do Estado as despesas de (?) andaimes para a collocação das tellas, despendio que aliás deve ser avultado. | ” |
| — Director, em comissão, do museu (Afonso d'Escragnolle Taunay) | |   |

## Galeria

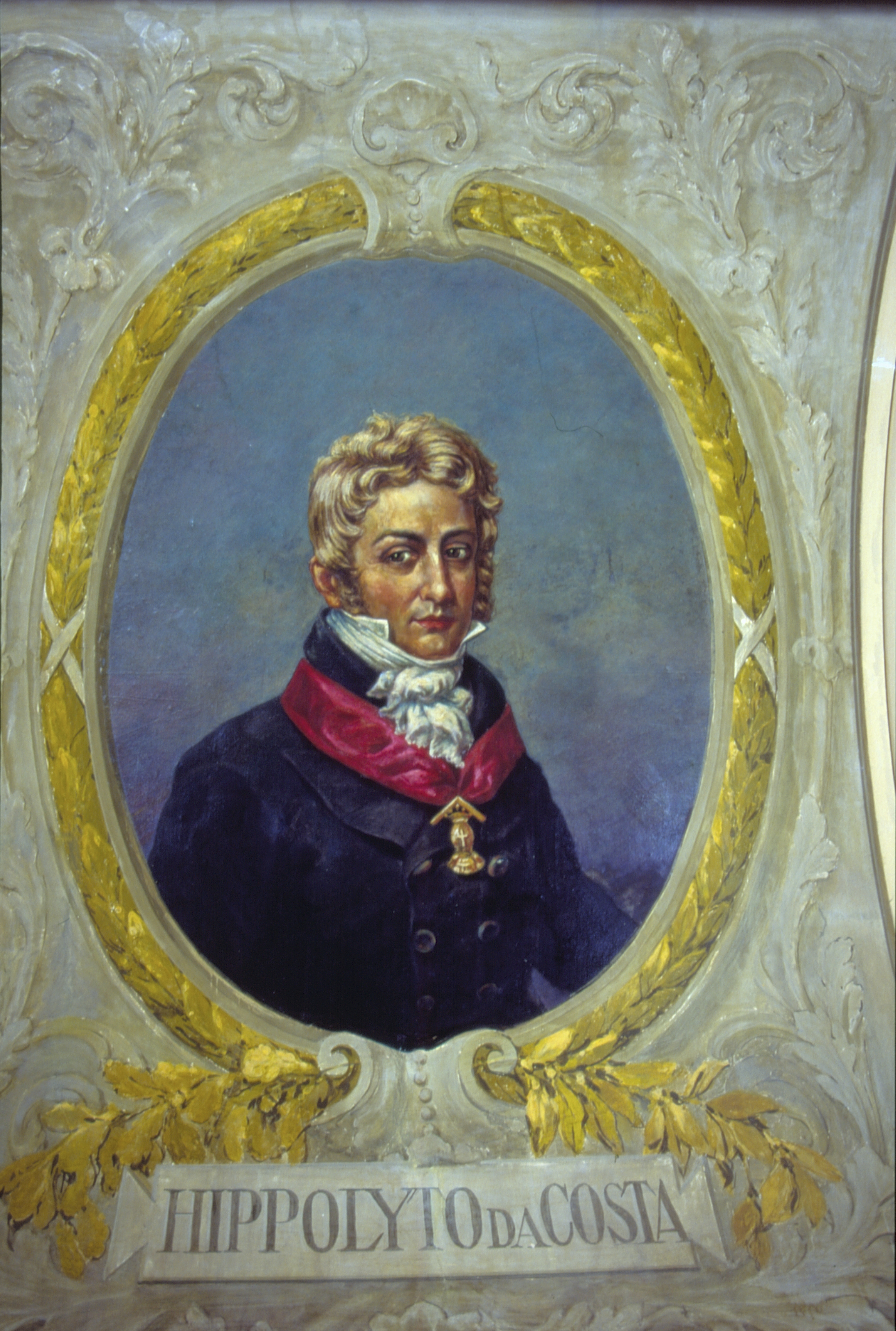
Retrato de Hipólito José da Costa
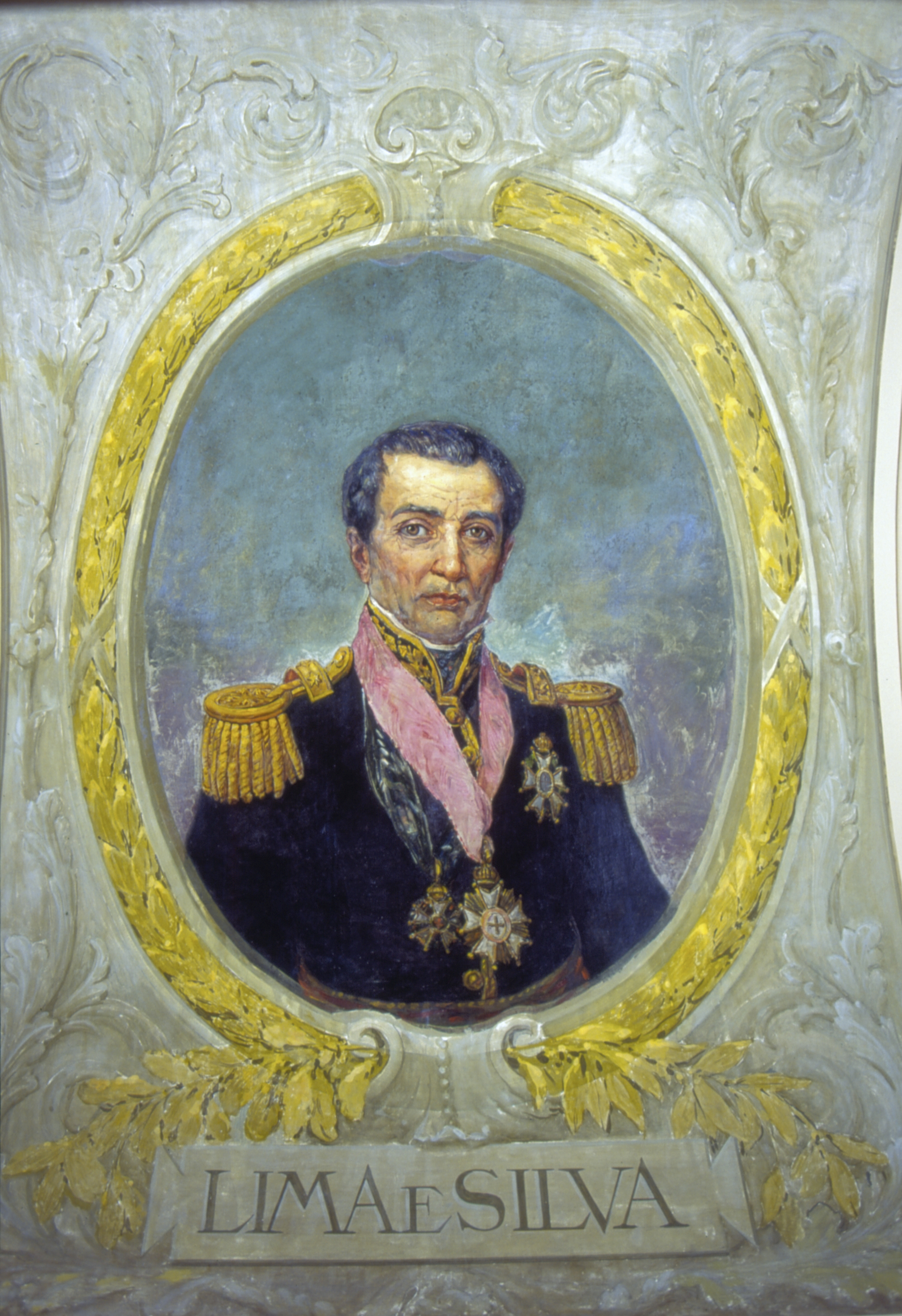
Retrato de Joaquim Lima e Silva
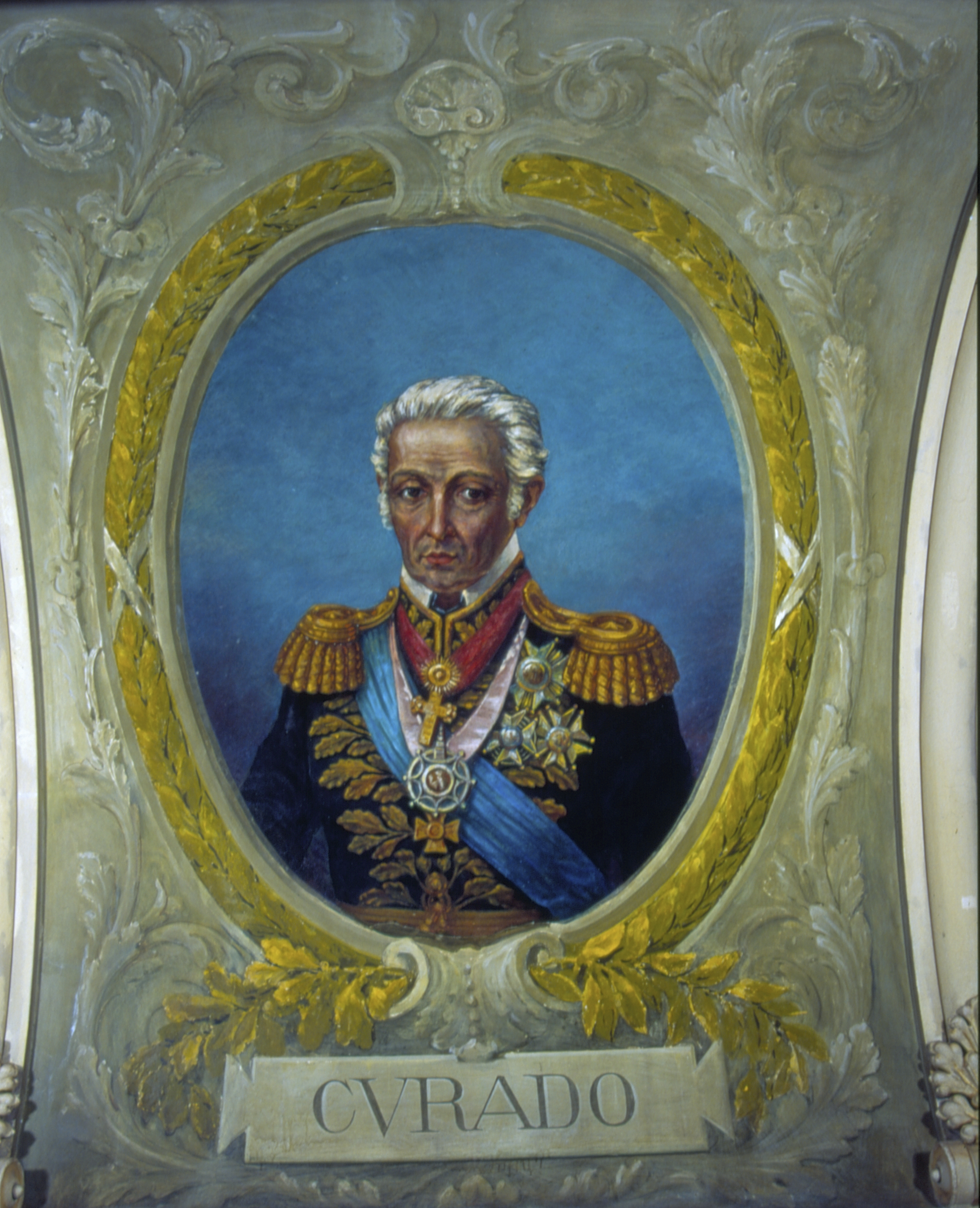
Retrato de Joaquim Xavier Curado
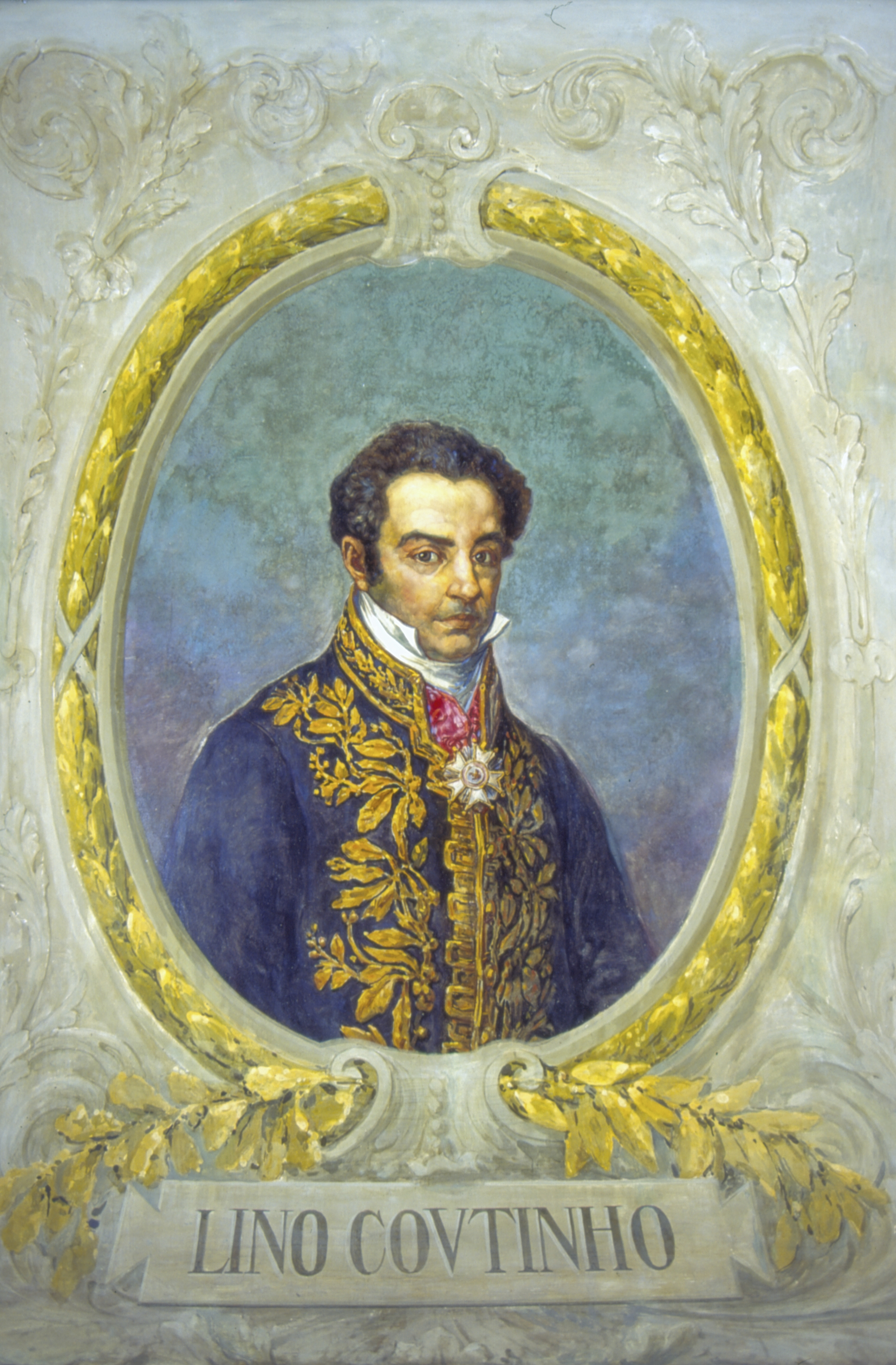
Retrato de José Lino Coutinho
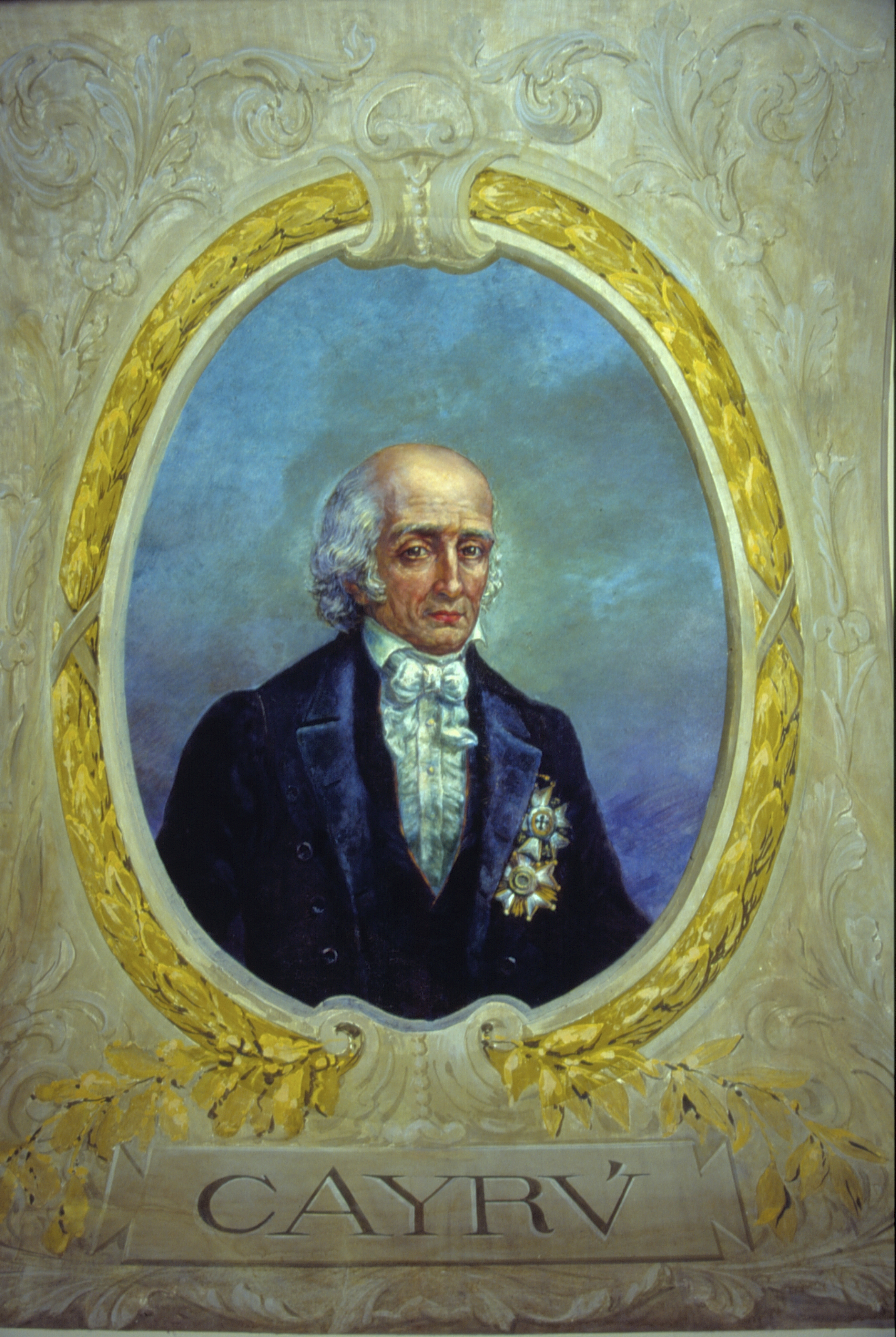
Retrato de José Maria da Silva Lisboa
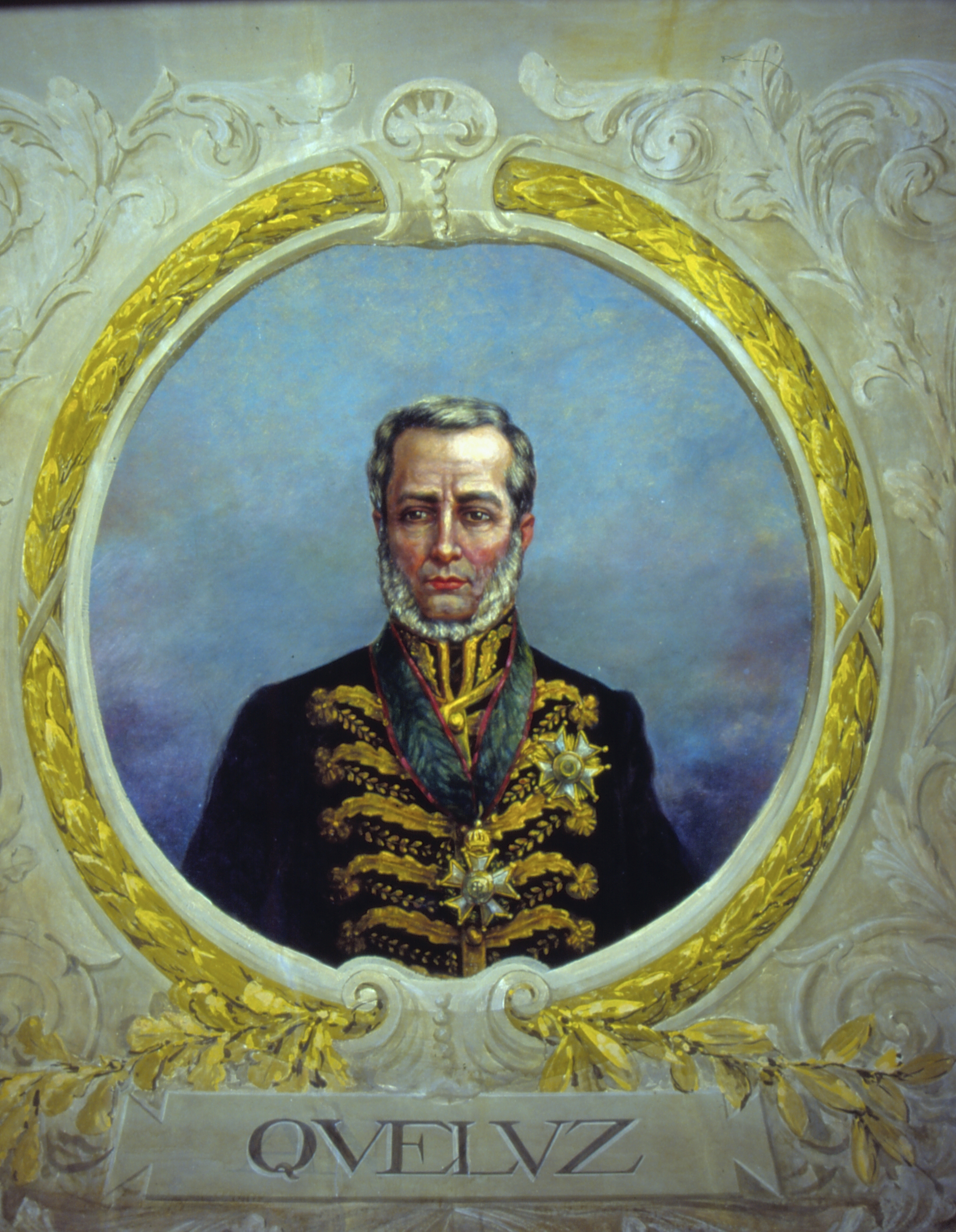
Retrato de Marquês de Queluz
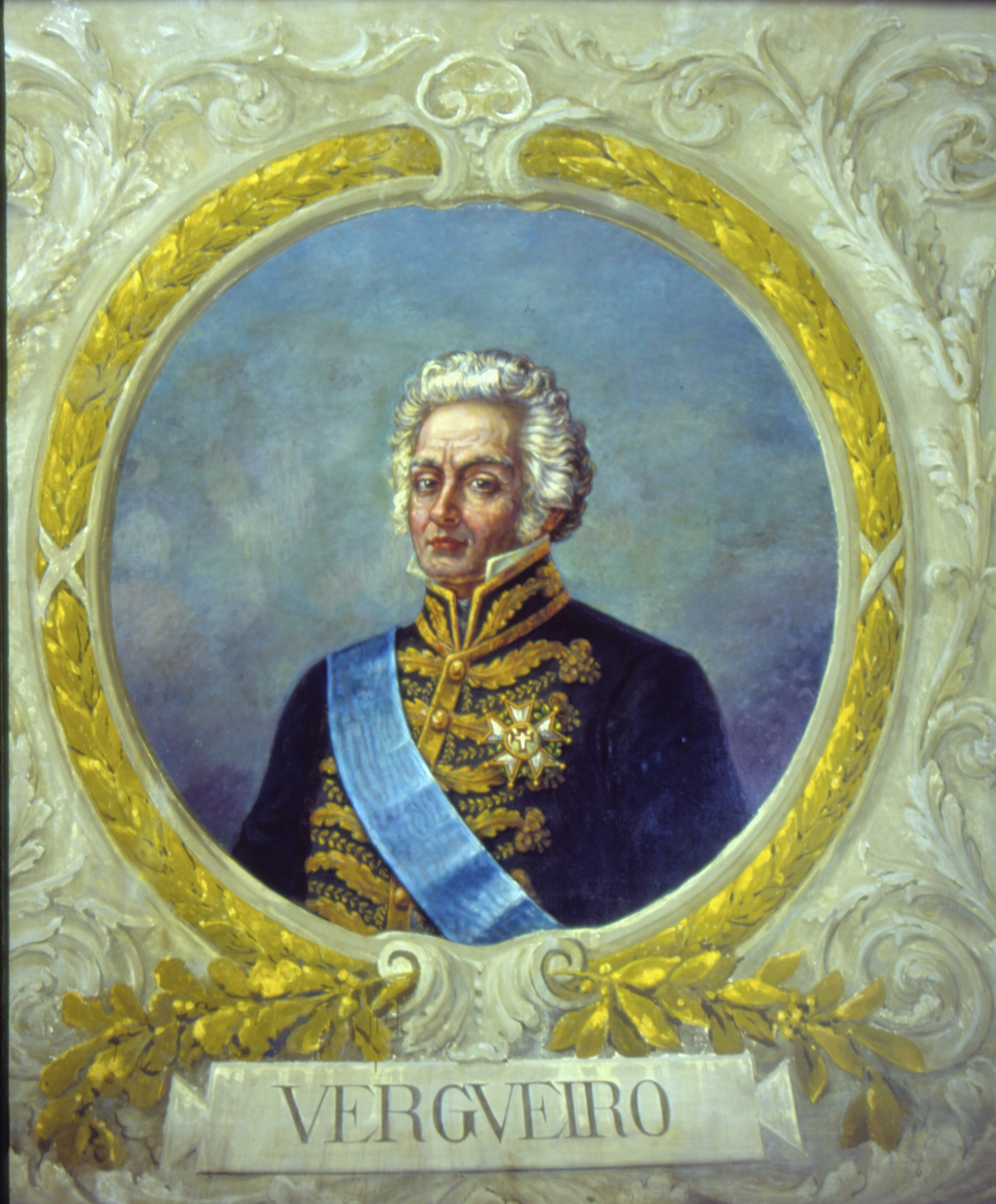
Retrato de Nicolau de Campos Vergueiro
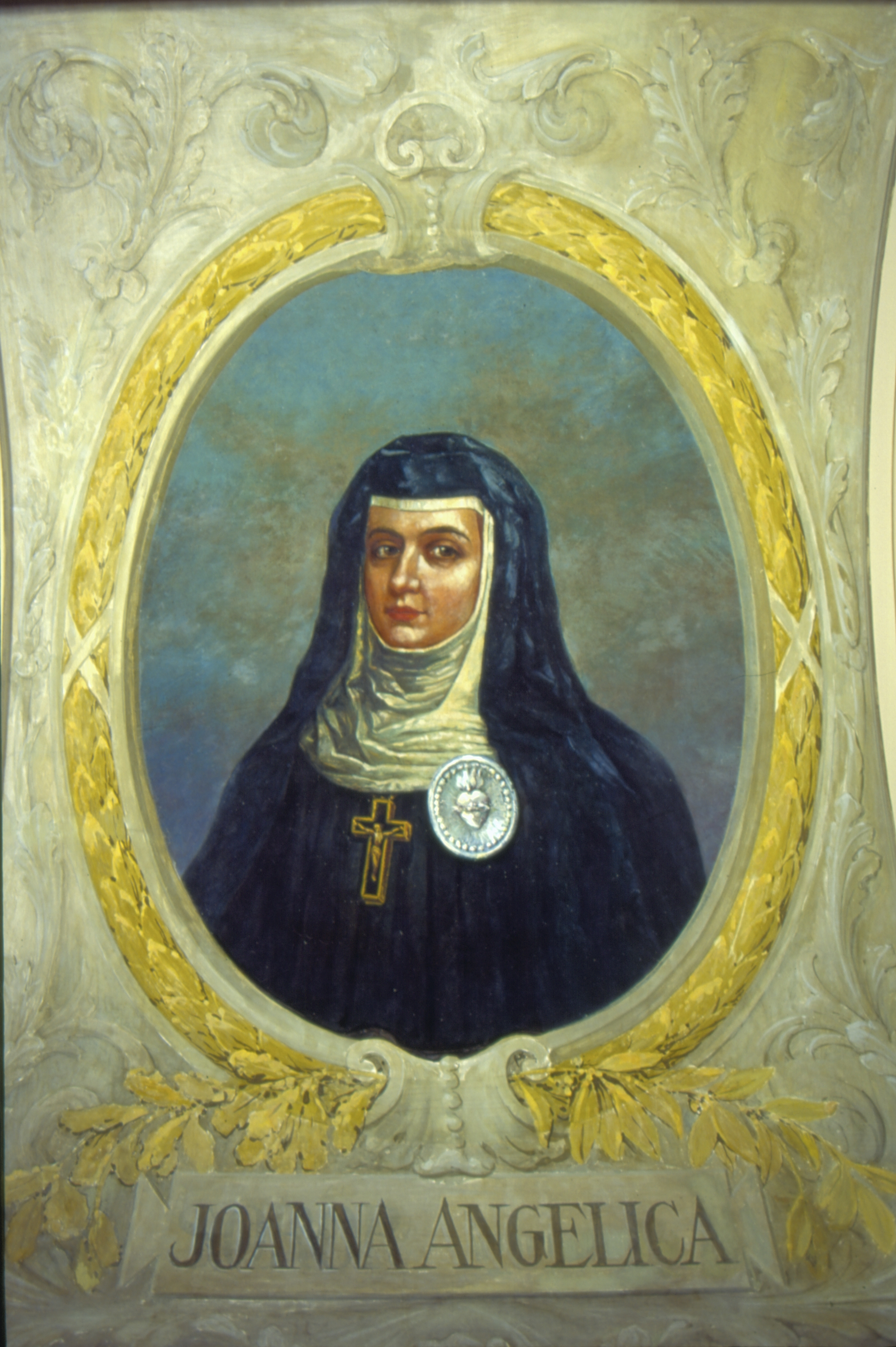
Retrato de Soror Joanna Angélica
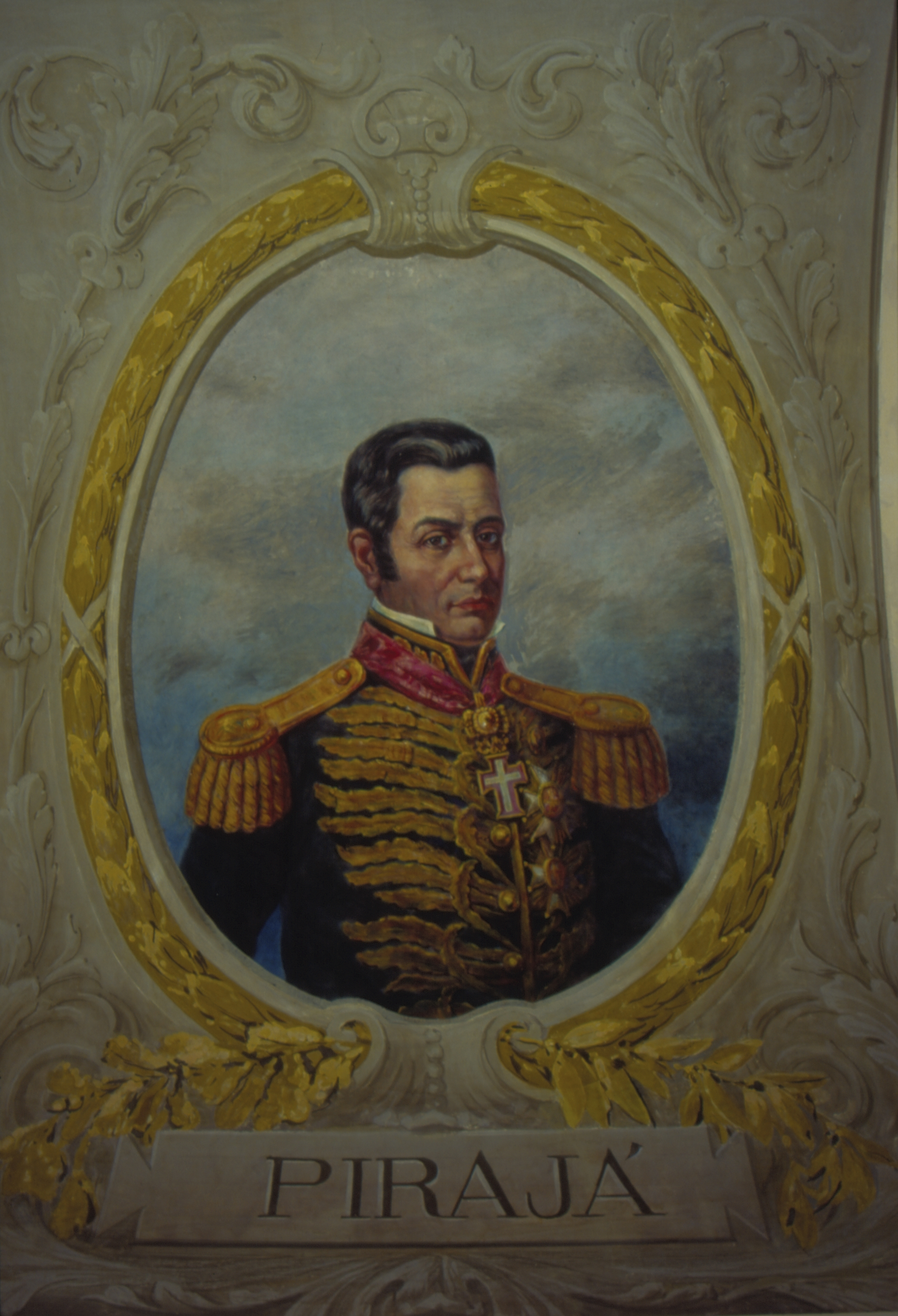
Retrato de Joaquim P. de Albuquerque
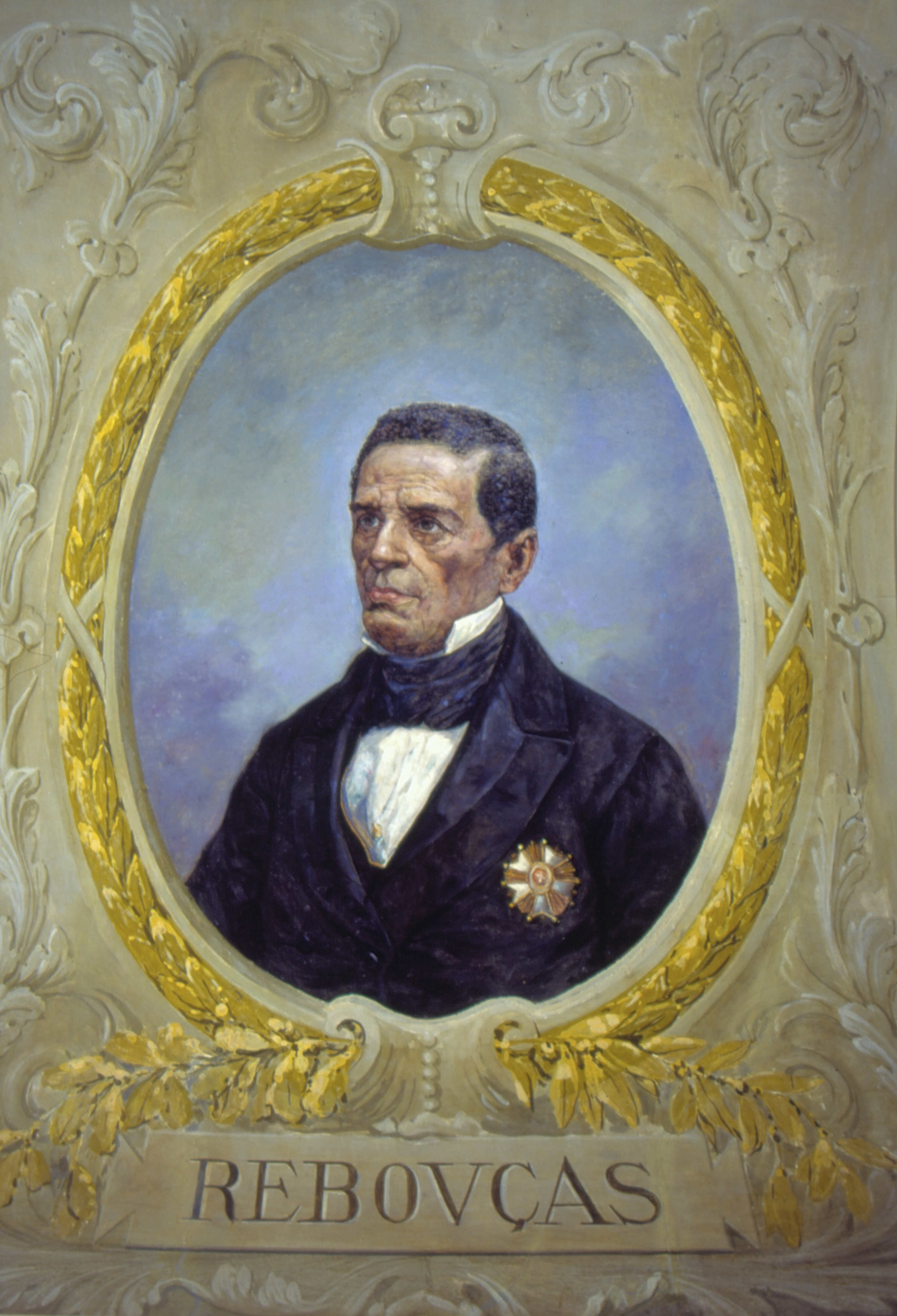
Retrato de Antônio Pereira Rebouças
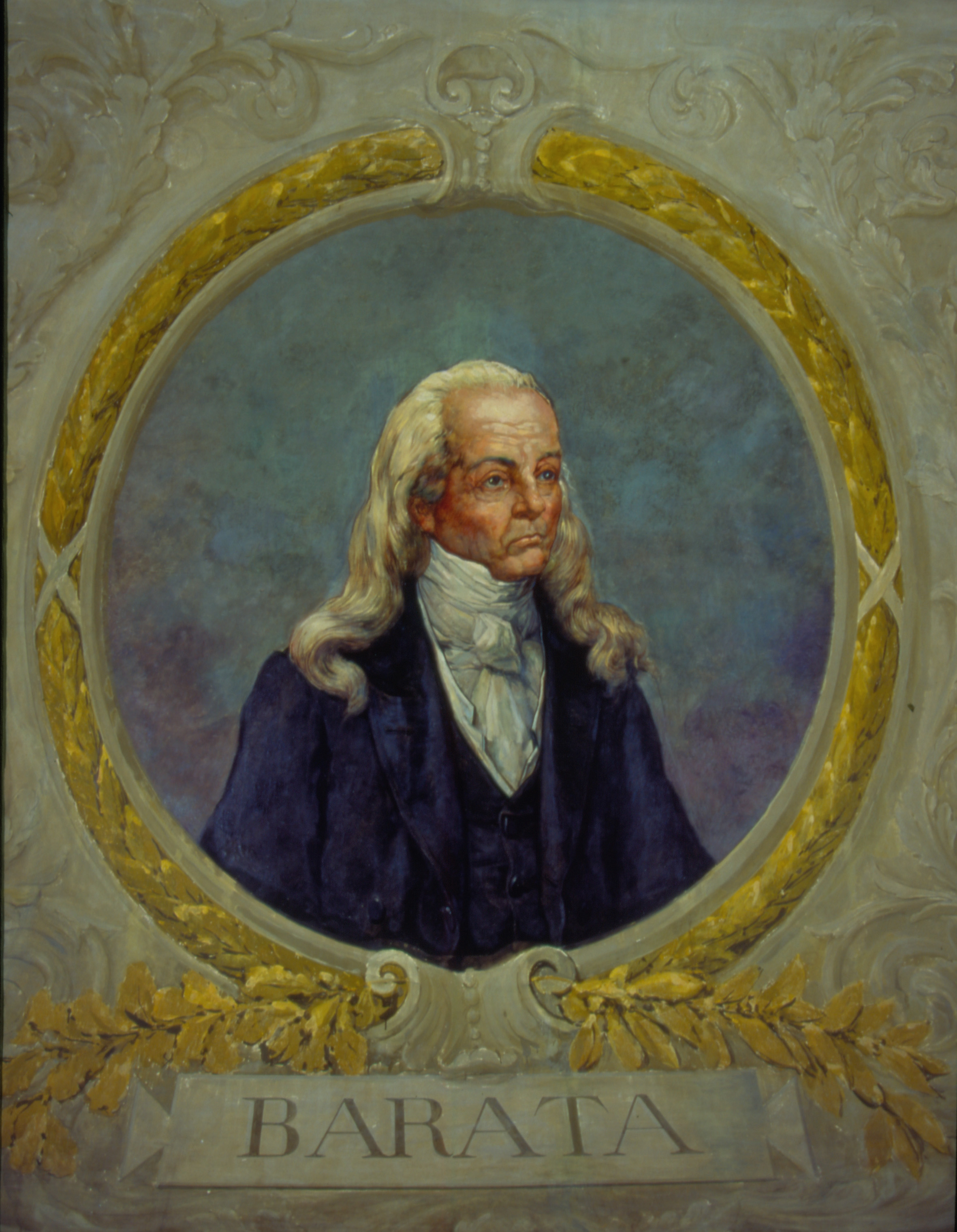
Retrato de Cipriano Barata